# Cinco Palmas (La Lisa)
La comunidad Cinco Palmas es una localidad de 200 habitantes situada en la provincia de La Habana, Municipio La Lisa, Cuba.

## Historia
En épocas anteriores, las tierras hoy conocidas como Comunidad Cinco Palmas pertenecieron y fueron habitadas por el vizconde de Aguas Claras. En tiempos más recientes, antes de 1959, en sus inmediaciones se encontraba el famoso club Sans souci, sitio de juegos y prostitución dirigido por el crimen organizado de los Estados Unidos, el cual se estaba introduciendo en Cuba. Posterior a 1959, en la otrora vivienda del administrador del club, se creó un hogar de ancianos. Este hogar se conoce como Lazo de la Vega.
Con el auge del movimiento de contingentes en Cuba, allá por los años 90 del pasado siglo, en las inmediaciones de estas tierras se establece un campamento.
Alrededor del año 2008 comienza la construcción de esta comunidad, la cual está integrada por varias familias que, con el afán de ayudarse mutuamente, erigen sus viviendas al unísono. Esta comunidad queda concluida en diciembre de 2014.
Entre los vecinos sobresalientes se encuentran: Leonel Tabares, como aglutinador de masas; Juanito Simón, como aguatero del barrio y custodio por excelencia, así como su esposa, Tania, quienes controlan todo el acceso y la salida de la comunidad; Ariel, el político del barrio, quien con su estrategia guía a la comunidad por los caminos de la vida; Mayra, y su religión; Ricardo, el comerciante del barrio; Yosvany, utilero, y Carlos, en servicios generales.
Alguna de estas personas ya no residen en nuestra barrio, como mayra que se divorció y su esposo tiene familia nueva, el gordo que fue reemplazado por otro y así

## Demografía
La comunidad  comenzó en 2010, con 6 familias y un total de 22 habitantes, en la actualidad cuenta con 24 familias y alrededor de 200 habitantes. el presidente del CDR culminó su mandato y actualmente el cro alain cumple comn esas funciones dentro de la comunidad.
tenemos en la comunidad un total de 12 niños menores 15 años, 16 entre 15 y 30 años y el resto de la comunidad es mayor de esa edad. en cuanto a la distribución por sexos el 52 por ciento es femenino. 